# Optical Switching and Networking
Optical Switching and Networking is een internationaal, aan collegiale toetsing onderworpen wetenschappelijk tijdschrift op het gebied van de informatiesystemen, optica en telecommunicatie. De naam wordt in literatuurverwijzingen meestal afgekort tot Opt. Switch. Netw. Het wordt uitgegeven door Elsevier.